# Guisandera

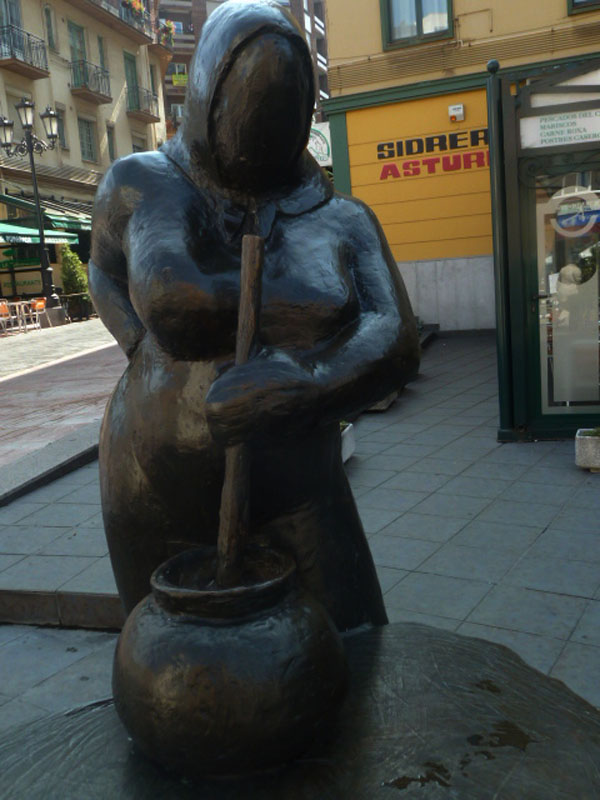
Guisandera.

La escultura urbana conocida como Guisandera, ubicada en la calle Gascona, en la ciudad de Oviedo, Principado de Asturias, España, es una de las más de un centenar que adornan las calles de la mencionada ciudad española.
El paisaje urbano de esta ciudad se ve adornado por obras escultóricas, generalmente monumentos conmemorativos dedicados a personajes de especial relevancia en un primer momento, y más puramente artísticas desde finales del siglo XX.
La escultura, hecha en bronce, es obra de María Luisa Sánchez-Ocaña, y está datada en 2000. Con esta obra se trata de dar reconocimiento a todas las madres, a las que se les homenajea por su labor silenciosa, paciente, tanto domo amas de casa, como en trabajos realizados en mesones, posadas, casas de comidas y sidrerías. La composición representa a una mujer entre fogones y a una niña que mira atenta sus evoluciones y consejos. Las figuras están situadas a ras de suelo, creando la cercanía que estas mujeres proporcionaban a todos los miembros de sus hogares y con los que trabajaban. Pese a ello hay una placa en el suelo con el nombre de la autora y la fecha de colocación de la obra.